# Gornja Strmica
Gornja Strmica (cyr. Горња Стрмица) – wieś w Bośni i Hercegowinie, w Republice Serbskiej, w gminie Rudo. W 2013 roku liczyła 27 mieszkańców.